# Lúcio de Castro
Lúcio de Castro (Lúcio Almeida Prado de Castro; * 1. Oktober 1910 in São Paulo; † 20. Mai 2004 ebd.) war ein brasilianischer Stabhochspringer und Speerwerfer.
Im Stabhochsprung wurde er Sechster bei den Olympischen Spielen 1932 in Los Angeles. Bei den Leichtathletik-Südamerikameisterschaften gewann er 1933 in Montevideo und 1937 in Santiago de Chile Silber und siegte 1941 in Buenos Aires.
Bei den Südamerikameisterschaften 1947 siegte er erneut im Stabhochsprung und holte Silber im Speerwurf.
Seine Bestleistung im Stabhochsprung von 4,12 m stellte er am 31. August 1941 in São Paulo auf.